# World U-17 Hockey Challenge 2008
Die World U-17 Hockey Challenge 2008 war die 15. Austragung der World U-17 Hockey Challenge, einem Eishockeyturnier für Nachwuchs-Nationalmannschaften der Altersklasse U17. Vom 29. Dezember 2007 bis zum 4. Januar 2008 fand der Wettbewerb in London, Lucan Biddulph, Strathroy-Caradoc, Woodstock, Stratford und St. Thomas in der kanadischen Provinz Ontario statt. Die Goldmedaille gewann zum sechsten Mal das Team Canada Ontario, das sich im Finale gegen die Vereinigten Staaten durchsetzte.

## Modus
Die zehn Teilnehmer wurden in zwei Gruppen mit je fünf Mannschaften eingeteilt. In der Gruppenphase spielte jedes Team einmal gegen alle anderen Gruppenteilnehmer und absolvierte somit vier Spiele. Die jeweiligen Gruppenersten und -zweiten qualifizierten sich für das Halbfinale, das ebenso wie das Finale als K.-o.-Spiel ausgetragen wurde.

## Gruppenphase

### Gruppe A
| 29. Dezember 2007 15:00 Uhr (Ortszeit) | Finnland Tommi Kivistö (20:47) Erik Haula (27:24) Teemu Pulkkinen (28:03) Toni Rajala (45:50) Teemu Pulkkinen (47:13) Toni Rajala (48:18) Jere Laaksonen (53:39) Teemu Pulkkinen (59:33) | 8:5 (0:1, 3:3, 5:1) Spielbericht | Canada Québec Louis Leblanc (6:30) Étienne Brodeur (25:20) Mathieu Gingras (36:50) Charles-Olivier Roussel (38:53) Louis Leblanc (54:34) | Lucan Memorial Centre, Lucan Biddulph, Ontario Zuschauer: 750 |

| 29. Dezember 2007 19:30 Uhr | Canada Ontario Ryan Ellis (14:17) Taylor Hall (17:10) Andrew Agozzino (35:26) Andrew Agozzino (50:48) | 4:2 (2:0, 1:0, 1:2) Spielbericht | Canada Pacific Evander Kane (42:51) Dillon Wagner (53:32) | John Labatt Centre, London, Ontario |

| 30. Dezember 2007 19:00 Uhr | Slowakei Juraj Majdan (15:50) Miroslav Preisinger (38:49) | 2:6 (1:1, 1:3, 0:2) Spielbericht | Canada Pacific Ryan Howse (16:55) Landon Ferraro (32:01) Justin Maylan (32:55) Chase Schaber (38:06) Brenden Silvester (43:33) Brenden Silvester (50:21) | Gemini Sportsplex, Strathroy-Caradoc, Ontario Zuschauer: 550 |

| 30. Dezember 2007 19:00 Uhr | Canada Ontario Matt Duchene (6:10) Taylor Hall (10:13) Matt Duchene (15:33) Ryan Martindale (23:20) Andrew Agozzino (30:24) Casey Cizikas (41:03) Tyler Randell (47:30) Zack Kassian (55:08) | 8:1 (3:0, 2:0, 3:1) Spielbericht | Finnland Teemu Pulkkinen (49:09) | John Labatt Centre, London, Ontario |

| 31. Dezember 2007 13:00 Uhr | Canada Ontario Taylor Beck (28:00) Joey Hishon (45:43) Casey Cizikas (55:28) Casey Cizikas (59:33) | 4:2 (0:1, 1:0, 3:1) Spielbericht | Canada Québec Mathieu Gingras (9:44) David Gilbert (50:53) | John Labatt Centre, London, Ontario |

| 31. Dezember 2007 19:30 Uhr | Finnland Jere Laaksonen (1:06) Teemu Pulkkinen (13:55) Joonas Donskoi (15:40) Erik Haula (27:32) Mikael Granlund (30:22) Toni Rajala (48:40) Joonas Nättinen (49:26) Joni Karjalainen (49:53) Sami Vatanen (55:24) | 9:3 (3:2, 2:0, 4:1) Spielbericht | Slowakei Dalibor Bortňák (4:09) Jozef Kentos (16:16) Dalibor Bortňák (44:53) | Southwood Com. Complex, Woodstock, Ontario |

| 1. Januar 2008 16:00 Uhr | Canada Pacific Chase Schaber (10:30) Ryan Button (11:38) Evander Kane (15:42) Evander Kane (27:40) Evander Kane (32:59) Steve Oursov (44:49) | 6:4 (3:0, 2:2, 1:2) Spielbericht | Finnland Joonas Nättinen (21:11) Mikael Aaltonen (23:49) Lauri Kärmeniemi (48:04) Toni Rajala (57:48) | Rotary Complex, Stratford, Ontario Zuschauer: 900 |

| 1. Januar 2008 19:00 Uhr | Canada Québec Louis Leblanc (6:16) Philippe Lefebvre (13:11) Mikaël Tam (13:58) David Gilbert (39:57) Ryan Kavanagh (43:36) | 5:1 (3:0, 1:0, 1:1) Spielbericht | Slowakei Juraj Majdan (52:24) | John Labatt Centre, London, Ontario |

| 2. Januar 2008 19:00 Uhr | Slowakei Marek Hrivík (10:44) Andrej Šťastný (17:28) Andrej Poticny (44:43) Miroslav Preisinger (45:35) | 4:7 (2:2, 0:3, 2:2) Spielbericht | Canada Ontario Andrew Agozzino (5:48) Joey Hishon (13:38) Peter Holland (27:25) Peter Holland (35:19) Matt Duchene (37:27) Zack Kassian (51:31) Andrew Agozzino (57:54) | John Labatt Centre, London, Ontario |

| 2. Januar 2008 19:30 Uhr | Canada Pacific Justin Maylan (0:29) Tyson Barrie (59:09) Chase Schaber (59:29) | 3:4 n. V. (1:1, 0:2, 2:0, 0:1) Spielbericht | Canada Québec Guillaume Pelletier (16:30) John Esposito (23:32) Gleason Fournier (32:13) Gleason Fournier (61:32) | Timken Community Complex, St. Thomas, Ontario Zuschauer: 1.460 |

| Pl. |                | Sp | S | OTS | OTN | N | Tore  | Punkte |
| 1.  | Canada Ontario | 4  | 4 | 0   | 0   | 0 | 23:09 | 12     |
| 2.  | Canada Pacific | 4  | 2 | 0   | 1   | 1 | 17:14 | 7      |
| 3.  | Finnland       | 4  | 2 | 0   | 0   | 2 | 22:22 | 6      |
| 4.  | Canada Québec  | 4  | 1 | 1   | 0   | 2 | 16:16 | 5      |
| 5.  | Slowakei       | 4  | 0 | 0   | 0   | 4 | 10:27 | 0      |

Abkürzungen: Pl. = Platz, Sp = Spiele, S = Siege, OTS = Siege nach Verlängerung oder Penaltyschießen, OTN = Niederlagen nach Verlängerung oder Penaltyschießen, N = Niederlagen

Erläuterungen: Qualifikant für das Halbfinale

### Gruppe B
| 29. Dezember 2007 14:00 Uhr (Ortszeit) | Canada Atlantic | 0:8 (0:2, 0:6, 0:0) Spielbericht | Vereinigte Staaten Drew Shore (1:28) Sam Calabrese (6:43) Jeremy Morin (23:32) Kyle Palmieri (24:35) Steven Whitney (25:33) Jeremy Morin (28:29) Jerry D’Amigo (28:57) Kevin Lynch (38:33) | John Labatt Centre, London, Ontario |

| 29. Dezember 2007 19:00 Uhr | Deutschland Marc Kohl (1:54) Andreas Baumer (30:01) | 2:3 (1:1, 1:2, 0:0) Spielbericht | Canada West Mason Wilgosh (4:41) Jimmy Bubnick (31:26) Brayden Schenn (33:38) | Lucan Memorial Centre, Lucan Biddulph, Ontario Zuschauer: 900 |

| 30. Dezember 2007 14:00 Uhr | Canada West Jimmy Bubnick (5:05) Mason Wilgosh (8:09) Scott Glennie (13:42) Brayden Schenn (17:03) James Henry (20:31) Jimmy Bubnick (32:33) Scott Glennie (59:52) | 7:4 (4:2, 2:1, 1:1) Spielbericht | Canada Atlantic Brandon Gormley (0:14) Devon MacAusland (2:31) Steven Anthony (25:07) Stephen Walker (47:46) | John Labatt Centre, London, Ontario |

| 30. Dezember 2007 15:00 Uhr | Russland Sergei Tschwanow (20:47) Maxim Kizyn (30:16) | 2:6 (0:3, 2:1, 0:2) Spielbericht | Vereinigte Staaten Drew Shore (4:00) Steven Whitney (6:08) Jeremy Morin (7:13) Ryan Bourque (27:50) Jerry D’Amigo (49:17) A. J. Treais (50:03) | Gemini Sportsplex, Strathroy, Ontario Zuschauer: 925 |

| 31. Dezember 2007 13:00 Uhr | Deutschland Marc Kohl (19:42) Raphael Bernegger (43:03) | 2:9 (1:3, 0:4, 1:2) Spielbericht | Russland Dmitri A. Orlow (9:50) Sergei Tschwanow (12:48) Kirill Kabanow (13:42) Daniil Sobtschenko (31:57) Daniil Sobtschenko (32:50) Maxim Kizyn (35:59) Daniil Sobtschenko (39:24) Dmitri A. Orlow (51:16) Sergei Tschwanow (56:50) | Western Fair Sports Centre, London, Ontario |

| 31. Dezember 2007 16:00 Uhr | Canada West Scott Glennie (10:30) Brayden Schenn (28:12) Brayden Schenn (32:48) Brayden Schenn (34:59) | 4:7 (1:0, 3:3, 0:4) Spielbericht | Vereinigte Staaten Kyle Palmieri (22:23) Jeremy Morin (35:20) Chris Brown (38:11) Kevin Lynch (42:57) Ryan Bourque (44:52) Jeremy Morin (47:20) Kenny Ryan (52:56) | Southwood Com. Complex, Woodstock, Ontario |

| 1. Januar 2008 14:00 Uhr | Vereinigte Staaten Jeremy Morin (16:22) Chris Brown (29:02) | 2:4 (1:1, 1:0, 0:3) Spielbericht | Deutschland Tom Kühnhackl (15:05) Marco Habermann (43:22) Norman Hauner (53:34) Tom Kühnhackl (59:13) | John Labatt Centre, London, Ontario |

| 1. Januar 2008 19:30 Uhr | Canada Atlantic Devon MacAusland (27:16) Steven Anthony (56:23) | 2:5 (0:0, 1:1, 1:4) Spielbericht | Russland Wladimir Malinowski (26:24) Anton Burdassow (44:59) Dmitri W. Orlow (51:51) Stanislaw Botscharow (53:35) Alexander Burmistrow (59:31) | Rotary Complex, Stratford, Ontario |

| 2. Januar 2008 14:00 Uhr | Russland Alexander Burmistrow (11:56) | 1:4 (1:1, 0:2, 0:1) Spielbericht | Canada West Garrett Mitchell (14:10) Garrett Mitchell (20:26) Jimmy Bubnick (31:12) Scott Glennie (42:29) | John Labatt Centre, London, Ontario |

| 2. Januar 2008 16:00 Uhr | Deutschland Marc Kohl (34:05) Matthias Plachta (57:24) | 2:3 (0:1, 1:0, 1:2) Spielbericht | Canada Atlantic Jordan Costello (12:54) Steven Anthony (48:57) Matt Brown (54:42) | Timken Community Complex, St. Thomas, Ontario |

| Pl. |                    | Sp | S | OTS | OTN | N | Tore  | Punkte |
| 1.  | Vereinigte Staaten | 4  | 3 | 0   | 0   | 1 | 23:10 | 9      |
| 2.  | Canada West        | 4  | 3 | 0   | 0   | 1 | 18:14 | 9      |
| 3.  | Russland           | 4  | 2 | 0   | 0   | 2 | 17:14 | 6      |
| 4.  | Canada Atlantic    | 4  | 1 | 0   | 0   | 3 | 09:22 | 3      |
| 5.  | Deutschland        | 4  | 1 | 0   | 0   | 3 | 10:17 | 3      |

Abkürzungen: Pl. = Platz, Sp = Spiele, S = Siege, OTS = Siege nach Verlängerung oder Penaltyschießen, OTN = Niederlagen nach Verlängerung oder Penaltyschießen, N = Niederlagen

Erläuterungen: Qualifikant für das Halbfinale

## Platzierungsspiele

### Spiel um Platz 9
| 3. Januar 2008 11:00 Uhr (Ortszeit) | Deutschland Matthias Plachta (22:33) Tom Kühnhackl (30:18) Bernhard Keil (31:07) Tom Kühnhackl (41:15) Laurin Braun (58:26) | 5:1 (0:0, 3:0, 2:1) Spielbericht | Slowakei Marek Hrivík (49:59) | Lucan Memorial Centre, Lucan Biddulph, Ontario |

### Spiel um Platz 7
| 3. Januar 2008 15:00 Uhr | Canada Atlantic Travis Randell (31:59) | 1:3 (0:0, 1:2, 0:1) Spielbericht | Canada Québec David Gilbert (22:01) John Esposito (37:32) Étienne Brodeur (38:59) | Gemini Sportsplex, Strathroy, Ontario Zuschauer: 678 |

### Spiel um Platz 5
| 3. Januar 2008 19:00 Uhr | Finnland Toni Rajala (7:29) Toni Rajala (14:10) Tommi Kivistö (24:43) Sami Vatanen (51:57) | 4:5 (2:2, 1:3, 1:0) Spielbericht | Russland Alexei Martschenko (1:26) Stanislaw Botscharow (9:19) Kirill Kabanow (21:50) Wladimir Malinowski (26:03) Semjon Waluiski (39:36) | Timken Community Complex, St. Thomas, Ontario Zuschauer: 1.080 |

## Finalrunde
|  | Halbfinale | Halbfinale         | Halbfinale |  |  | Finale | Finale             | Finale |
|  |            |                    |            |  |  |        |                    |        |
|  |            |                    |            |  |  |        |                    |        |
|  | A1         | Canada Ontario     | 4          |  |  |        |                    |        |
|  | B2         | Canada West        | 3          |  |  |        |                    |        |
|  |            |                    |            |  |  | A1     | Canada Ontario     | 3      |
|  |            |                    |            |  |  | B1     | Vereinigte Staaten | 0      |
|  | B1         | Vereinigte Staaten | 3          |  |  |        |                    |        |
|  | A2         | Canada Pacific     | 2          |  |  |        |                    |        |
|  |            |                    |            |  |  |        |                    |        |

### Halbfinale
| 3. Januar 2008 15:00 Uhr (Ortszeit) | Canada West James Henry (4:43) Adam Hughesman (29:22) Adam Hughesman (59:53) | 3:4 (1:2, 1:2, 1:0) Spielbericht | Canada Ontario Peter Holland (5:58) Taylor Hall (6:41) Daniel Maggio (21:06) Casey Cizikas (35:17) | John Labatt Centre, London, Ontario |

| 3. Januar 2008 19:30 Uhr | Canada Pacific Chase Schaber (37:14) Ryan Howse (59:35) | 2:3 (0:2, 1:0, 1:1) Spielbericht | Vereinigte Staaten Zach Golembiewski (11:31) Drew Shore (19:09) Kevin Lynch (41:03) | John Labatt Centre, London, Ontario Zuschauer: 1.080 |

### Spiel um Platz 3
| 4. Januar 2008 13:00 Uhr | Canada Pacific Landon Ferraro (10:09) Clayton Jardine (25:21) Justin Maylan (35:43) Brennan Yadlowski (44:05) Kellan Tochkin (51:43) Michael Burns (54:14) | 6:9 (1:1, 2:6, 3:2) Spielbericht | Canada West Brandon Herrod (7:47) Garrett Mitchell (20:15) Brayden Schenn (24:39) Garrett Mitchell (30:14) Jimmy Bubnick (32:13) Jason Gardiner (34:01) Jimmy Bubnick (38:12) Jason Gardiner (46:09) Carter Ashton (47:46) | John Labatt Centre, London, Ontario |

### Finale
| 4. Januar 2008 19:45 Uhr | Vereinigte Staaten | 0:3 (0:1, 0:2, 0:0) Spielbericht | Canada Ontario Taylor Hall (12:56) Peter Holland (27:24) Matt Duchene (30:37) | John Labatt Centre, London, Ontario |

### Sieger – Team Canada Ontario
| Sieger der World U-17 Hockey Challenge 2008 Team Canada Ontario | Torhüter: Bryce O’Hagen, Michael Zador Verteidiger: Brett Cook, David Corrente, Taylor Doherty, Ryan Ellis, Brett Flemming, Peter Hermenegildo, Daniel Maggio Angreifer: Andrew Agozzino, Taylor Beck, Casey Cizikas, Matt Duchene, Taylor Hall, Joey Hishon, Peter Holland, Zack Kassian, Ryan Martindale, Ryan O’Reilly, Tyler Randell, Ethan Werek Trainer: Jason Brooks |

## Abschlussplatzierungen
| Pl. | Team               |
| --- | ------------------ |
| 1   | Canada Ontario     |
| 2   | Vereinigte Staaten |
| 3   | Canada West        |
| 4   | Canada Pacific     |
| 5   | Russland           |
| 6   | Finnland           |
| 7   | Canada Québec      |
| 8   | Canada Atlantic    |
| 9   | Deutschland        |
| 10  | Slowakei           |

## All-Star Team
| Tournament All-Star Team |                                                       |
| Angriff:                 | Ont. Matt Duchene – Toni Rajala – West Brayden Schenn |
| Verteidigung:            | Ont. Ryan Ellis – Cam Fowler                          |
| Tor:                     | Philipp Grubauer                                      |